# قوات التحالف

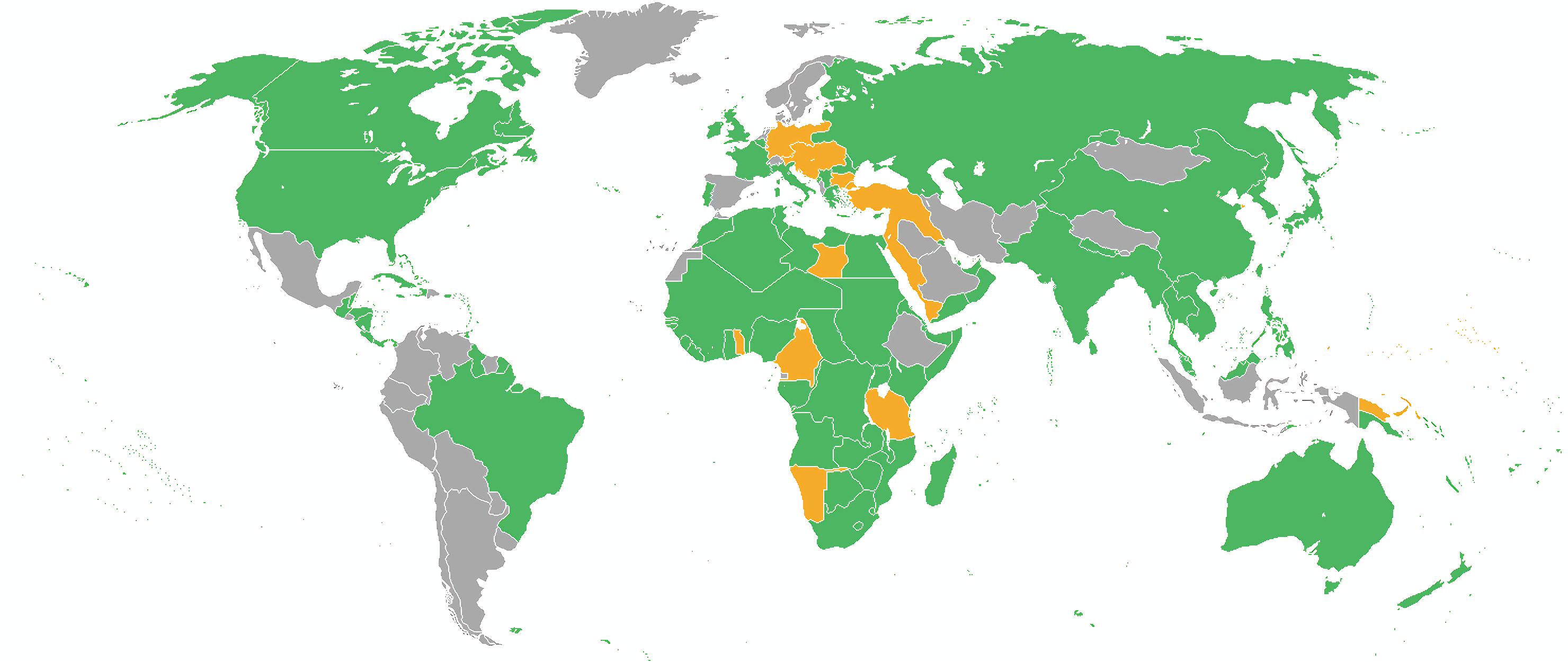
قوات التحالف في الحرب العالمية الأولى

قوات التحالف هي مصطلح يطلق على الدول التي تتحالف لتشكل قوات عسكرية تحارب ضد هدف واحد، ومن أشهر قوات التحالف هي قوات التحالف في الحرب العالمية الأولى والثانية، وقوات التحالف في العراق